# کتالان
کتالان روستایی از توابع بخش مرکزی شهرستان فیروزکوه در استان تهران ایران است.

## جمعیت
این روستا در دهستان پشتکوه قرار دارد و براساس سرشماری مرکز آمار ایران در سال ۱۳۹۵، جمعیت آن ۳۶۴ نفر (۹۷خانوار) بوده است.

## زبان
مردم این روستا به زبان مازندرانی صحبت می‌کنند.